# Маляренко Марія Макарівна
Марі́я Мака́рівна Маляре́нко (25 березня 1914 , Великий Токмак, Великотокмацька волость, Бердянський повіт, Таврійська губернія, Російська імперія  — невідомо ) — радянський державний діяч, робітниця. Депутат Верховної Ради УРСР 1-го скликання (1938–1947).

## Біографія
Народилася 25 березня 1914 року в родині робітника-ливарника в містечку Великий Токмак, тепер місто Токмак, Запорізька область, Україна. Закінчила сім класів школи у місті Великий Токмак. У 1930 році вступила до фабрично-заводського училища при заводі № 175 імені С. М. Кірова, після закінчення якого працювала на Велико-Токмацькому заводі № 175 імені С. М. Кірова на посадах слюсаря ремонтного цеху, бригадира молодіжної бригади, майстра дільниці (з 1938 року). У 1934–1935 роках — секретар заводської первинної організації ЛКСМУ.
26 червня 1938 року обрана депутатом Верховної Ради УРСР 1-го скликання по Велико-Токмацькій виборчій дільниці № 220 Дніпропетровської області.
У 1938–1940 роках — слухач Ленінградської промислової академії імені Й. В. Сталіна (не закінчила навчання у зв'язку з закриттям навчального закладу).
З грудня 1940 року — технолог Велико-Токмацького заводу № 175 імені С. М. Кірова Запорізької області.
З серпня 1941 року — в евакуації з заводом у місті Махачкалі Дагестанської АРСР, з 1942 року — в місті Алма-Аті Казахської РСР.
З грудня 1943 року — в Українській РСР: у резерві ЦК КП(б)У, заступник голови виконавчого комітету Велико-Токмацької міської ради депутатів трудящих Запорізької області.
Член ВКП(б) з 1944 року.
У серпні — грудні 1944 року — слухач партійної школи при ЦК КП(б)У в Києві.

## Родина
- Чоловік — Жученко Степан Гаврилович (1914–?)[1]
- Син — Жученко Віталій Степанович (нар. 1941).